# Била једном љубав једна
Била једном љубав једна је југословенски телевизијски филм из 1981. године. Режирао га је Слободан Радовић, а сценарио је писао Драган Алексић.

## Улоге
| Глумац                       | Улога |
| ---------------------------- | ----- |
| Младен Барбарић              |       |
| Тања Бошковић                |       |
| Душан Јакшић                 |       |
| Мирјана Карановић            |       |
| Драган Лаковић               |       |
| Предраг Лаковић              |       |
| Даница Максимовић            |       |
| Раде Марјановић              |       |
| Марко Николић                |       |
| Злата Петковић               |       |
| Горица Поповић               |       |
| Боро Стјепановић             |       |
| Властимир „Ђуза“ Стојиљковић |       |
| Горан Султановић             |       |
| Мирослав Жужић               |       |